# Calabruix

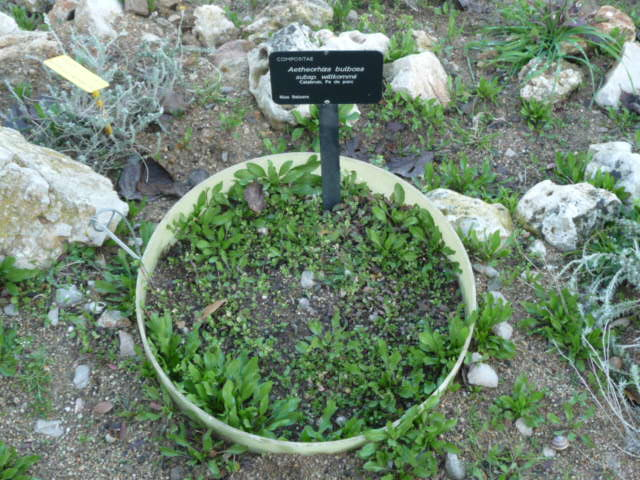
Visió de l'espècie als primers estadis de creixement

El calabruix (Aetheorhiza bulbosa), és una planta amb flor de la família de les asteràcies que es distribueix per les Illes Balears. És una planta menuda amb flors grogues que s'assembla a tantes altres asteràcies del mateix tipus, però que es reconeix perquè duu uns pèls glandulosos rojos a la part exterior del capítol. El seu període de floració es troba comprés entre febrer i abril. És una herba més o menys glabra amb fulles allargades i molt poc dividides, d'entre 1 i 25 (30) cm.
També rep els noms de lleganyosa, patata de bruixa i porcellana. A més, existeixen les variants lingüístiques calabruixa i lleganyova.
El nom "patata de bruixa" prové dels tubercles que té soterrats amb una xarxa de rizomes que treuen rosetes de fulles a la superfície de la sorra. És una espècie que es troba sobre sòls calcaris en terrenys rocosos, als arenals, garrigues seques i als erms.
N'hi ha dues subespècies:
- subsp. bulbosa: amb fulles variables, les quals solen ser enteres o poc dividides, i que tenen bràctees involucrals superiors de (12) 14-15 (16) x 1,5-2,2 mm i uns aquenis de 4 a 4,5 mm. A més de calabruix també rep el nom de patata bruixa.[1]
- subsp. willkommii: amb fulles petites, d'entre 1 i 6 (12) cm, les quals són ordinàriament pinnatífides i amb els lòbils triangulars. Tenen bràctees involucrals superiors de 10-12 (15) x 1-2 mm i uns aquenis de 4,5 a 5,5 mm.[3] A més dels nom habitual de calabruix, també és anomenada pa de porc i patata bruixa.[1]